# آتاری ۱۰۵۰

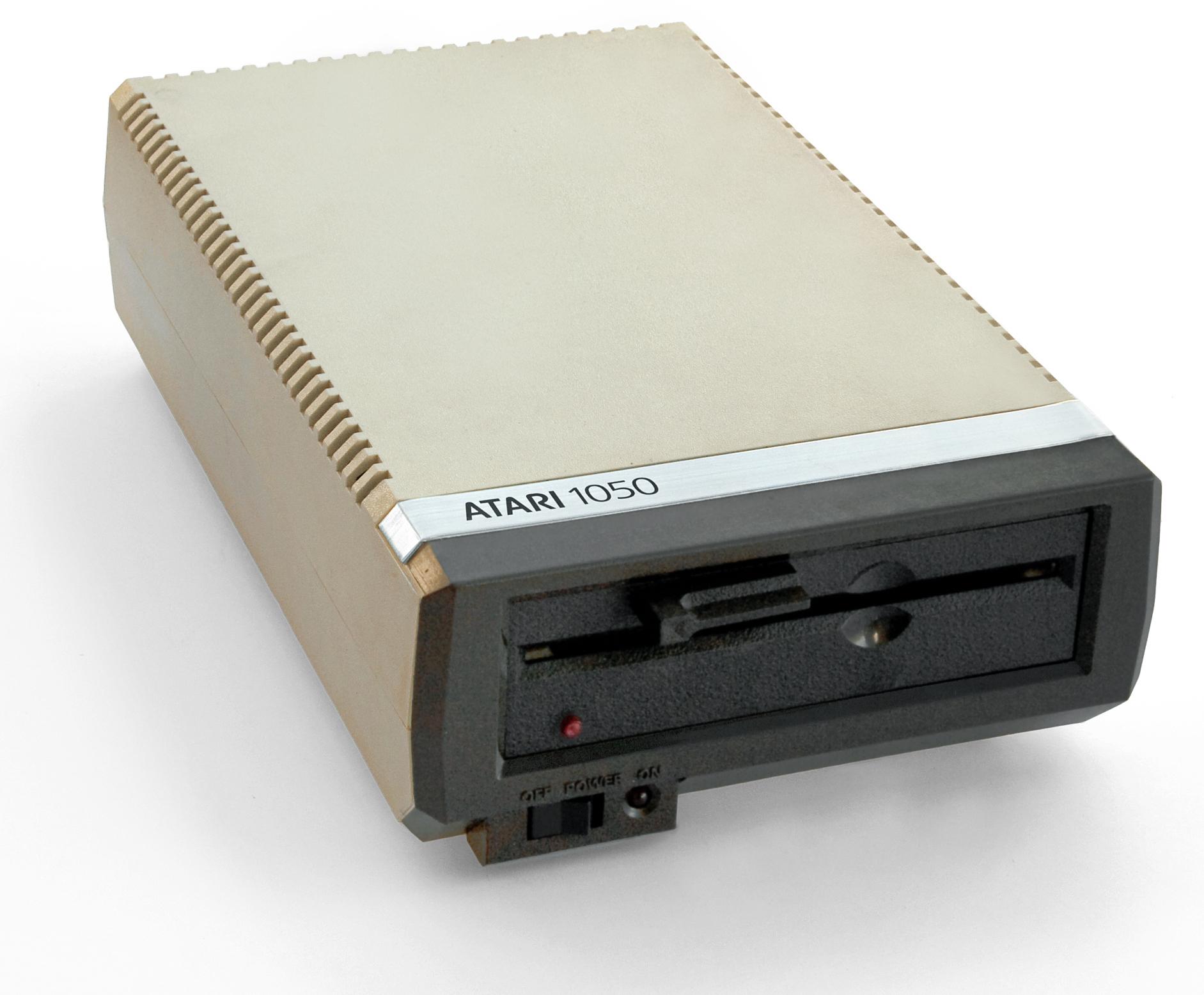
مدل ۱۰۵۰ به گونه ای طراحی شده بود که با سری ماشین‌های XL مطابقت داشته باشد.

آتاری ۱۰۵۰ (به انگلیسی: Atari 1050) یک درایو فلاپی دیسک برای کامپیوترهای خانگی خانواده Atari 8 بیتی بود که در ژوئن ۱۹۸۳ منتشر شد. این درایو با حالت تک تراکم ۹۰ کیلوبایتی آتاری ۸۱۰ اصلی که جایگزین شده بود، سازگار بود و یک «عامل بهبود» یا آپشن مدرن تر اضافه کرد. حالت «دو چگالی» که ۱۳۰ کیلوبایت را ارائه می‌کرد. بر پایه مکانیزم تاندون نیم قد، بسیار کوچکتر از ۸۱۰ بود و با مدل‌های جدید 600XL و 800XL مطابقت داشت.